# Duplex Drive

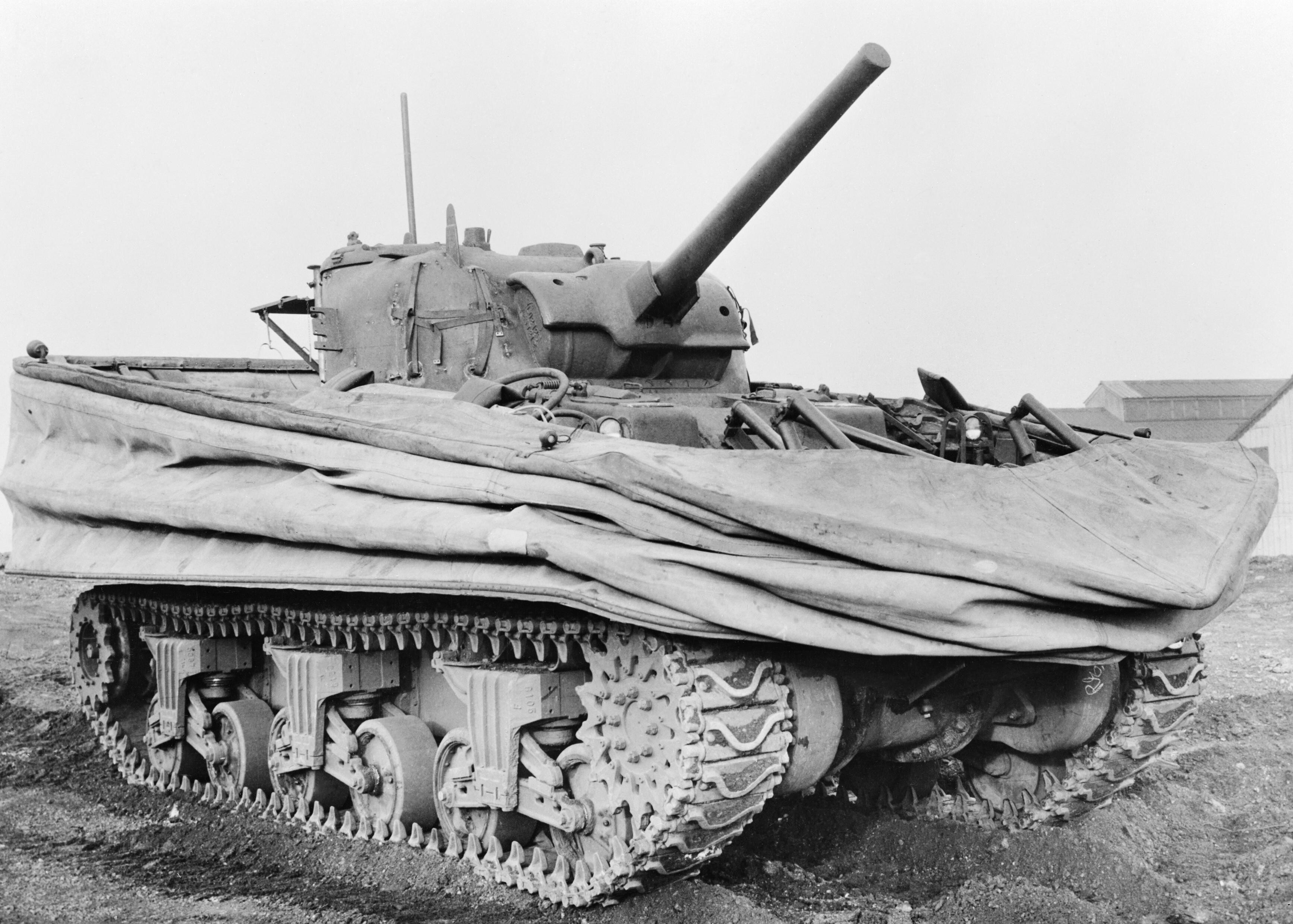
Танк «Шерман», оборудованный системой Duplex Drive, со сложенным экраном

Duplex Drive (часто сокращавшееся до DD, переводится как «двойной движитель») — название системы для придания плавучести танкам, использовавшейся войсками США, а также отчасти Великобритании и Канады в годы Второй мировой войны. Система DD устанавливалась на стандартные танки и состояла из складного водонепроницаемого экрана, устанавливавшегося на корпус танка, и в разложенном виде создававшего достаточное водоизмещение для поддержания танка на плаву, а также гребного винта с системой отбора мощности от двигателя. Duplex Drive была разработана в 1941 году и ограниченно использовалась в 1944—1945 годах, в основном во время высадки в Нормандии.

## Конструкция

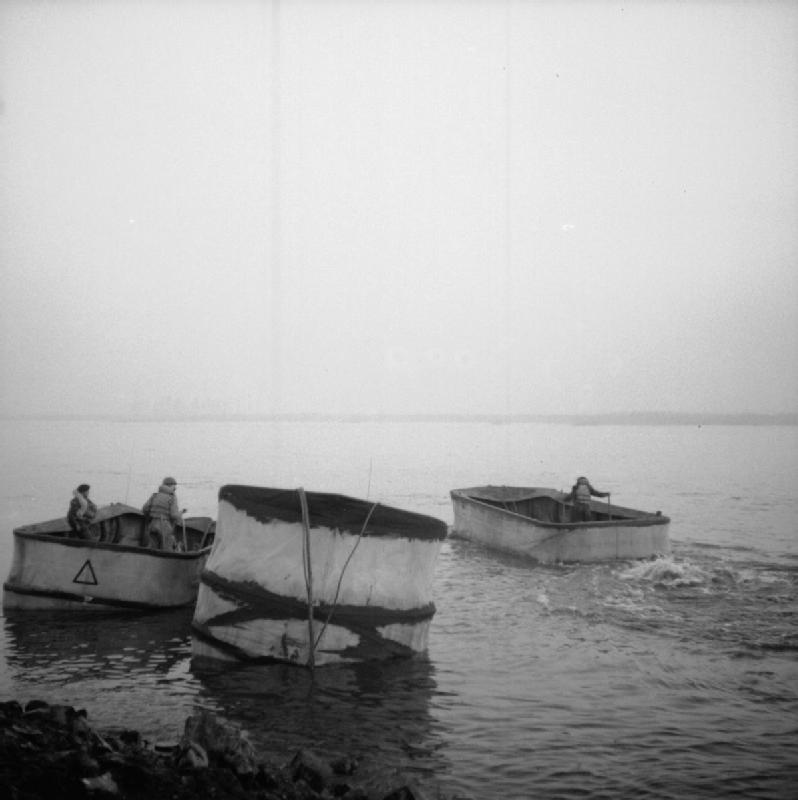
Sherman DD во время форсирования Рейна

Для переоборудования танка в плавающий по системе Duplex Drive, на него устанавливались экран и гребной винт с различными системами привода, также нижняя часть корпуса танка подвергалась тщательной герметизации.
Экран представлял собой брезентовый прорезиненный водонепроницаемый кожух, нижней частью крепившийся на корпусе танка. Складывание и раскладывание экрана производилось при помощи прикреплённой к нему системы резиновых трубок, для раскладывания экрана наполнявшихся сжатым воздухом, выпрямлявшихся и поднимавших его. Сохранение формы экрана в поднятом виде обеспечивалось закреплёнными на нём металлическими рамами.
Один или два гребных винта размещались в корме корпуса и приводились либо собственным мотором (на «Тетрархе»), либо системой отбора мощности, присоединённой к трансмиссии танка («Валентайн» и последующие британские танки), а на «Шермане», из-за его переднего расположения трансмиссии — от гусениц танка.

## История
В период между мировыми войнами, большинство стран, имевших танковую промышленность, предпринимали попытки создания плавающих танков. Для этого применялись две основные схемы — придание танку собственной плавучести за счёт большого объёма корпуса, либо при помощи присоединения к нему дополнительных, обычно, сбрасываемых, понтонов. Основным недостатком обеих схем была невозможность дать такому танку адекватную защищённость и вооружение. При попытках увеличить бронирование, в первом случае танк получался слишком большим  и неповоротливым (а защищённость только страдала от его больших размеров), а во втором понтоны получались недопустимо громоздкими и неповоротливыми и занимали слишком много места на борту десантного корабля.
Великобритания к началу Второй мировой войны так и не сумела создать ни одного серийного плавающего танка. Практические результаты всех довоенных разработок ограничились небольшим количеством опытных образцов. В 1941 году конструктор Николас Штраусслер, после экспериментов с различными конструкциями, использовавшими надувные или сбрасываемые понтоны, пришёл к системе, позже ставшей известной как Duplex Drive (DD). Идея Штраусслера заключалась в том, чтобы вместо применения объёмных понтонов, использовать раскладной водонепроницаемый экран, который создавал необходимый объём для поддержания танка на воде, при этом по горизонтали не выходя за габариты корпуса машины и в сложенном виде занимая незначительный объём.
Первым танком, оборудованным такой системой, стал лёгкий Mk VII «Тетрарх». После переоборудования он получил обозначение «Тетрарх DD», причём в этом названии совершенно не было отражено изобретение Штраусслера — «Duplex Drive» («двойной движитель») означало лишь, что танк оснащён двумя типами движителей — гусеницами для движения на суше и гребным винтом для движения на плаву. Первые испытания танка состоялись в июне 1941 года в водохранилище Брент близ Лондона. Это и последующие испытания прошли успешно, хотя испытания и показали невысокую мореходность такой конструкции.

## Танки, оборудовавшиеся системой DD

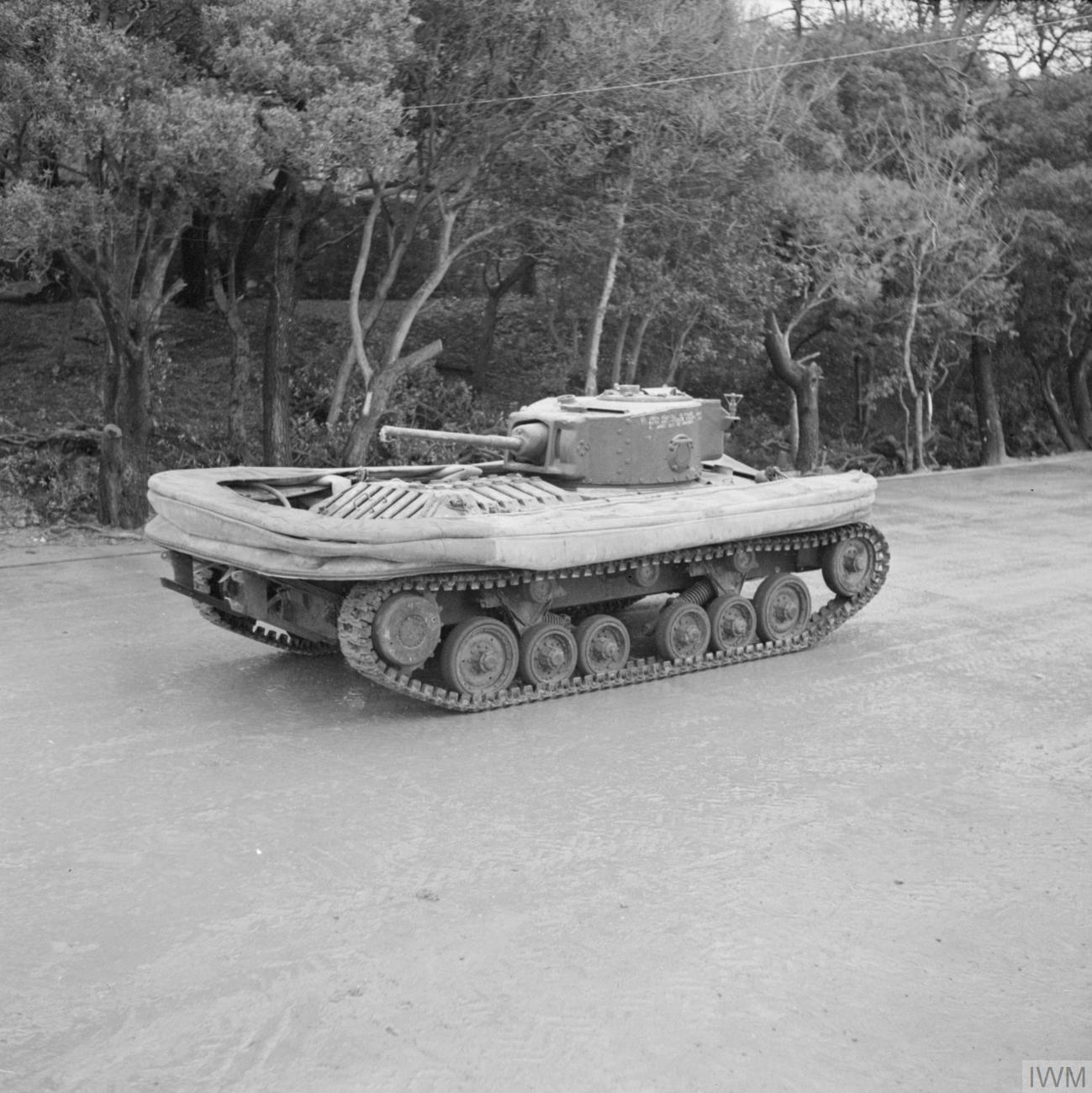

- Mk VII «Тетрарх» — один танк, в экспериментальном порядке в 1941 году[1].
- Mk III «Валентайн» — от 595[3] до 625[4] танков, переоборудованных с марта 1943 по декабрь 1944 года
- Mk IV «Черчилль» — только проект[5]
- Mk VIII «Кромвель» — только проект[5]
- M4 «Шерман» — до 693 танков, переоборудованных в 1943—1944 годах[6]
- «Центурион» — как минимум один танк, в экспериментальном порядке[7]